# Бистра (област Търговище)
 За другото българско село вижте Бистра (област Силистра).  
Бистра е село в Североизточна България. То се намира в община Търговище, област Търговище.

## История
Голяма част от населението на Бистра са наследници на преселниците от село Войнягово (община Карлово), които дошли тук в самия край на XIX век и началото XX на век.

## Население
Численост на населението според преброяванията през годините:
| \| Година на преброяване \| Численост \| \| --------------------- \| --------- \| \| 1934 \| 930 \| \| 1946 \| 793 \| \| 1956 \| 714 \| \| 1965 \| 643 \| \| 1975 \| 525 \| \| 1985 \| 329 \| \| 1992 \| 313 \| \| 2001 \| 267 \| \| 2011 \| 186 \| \| 2021 \| 185 \| |           |
| Година на преброяване | Численост |
| 1934 | 930       |
| 1946 | 793       |
| 1956 | 714       |
| 1965 | 643       |
| 1975 | 525       |
| 1985 | 329       |
| 1992 | 313       |
| 2001 | 267       |
| 2011 | 186       |
| 2021 | 185       |

### Етнически състав
Според преброяването на населението през 1880 г. в селото има 419 жители, от които 326 турци (77,80%), 87 цигани (20,76%) и 6 българи (1,43%).
Преброяване на населението през 2011 г.
Численост и дял на етническите групи според преброяването на населението през 2011 г.:
|                     | Численост | Дял (в %) |
| Общо                | 186       | 100,00    |
| Българи             | 151       | 81,18     |
| Турци               | 31        | 16,66     |
| Цигани              |           |           |
| Други               |           |           |
| Не се самоопределят | 0         | 0,00      |
| Неотговорили        | 0         | 0,00      |

## Културни и природни забележителности
- Язовир „Съединение“. Другото име, с което още е известен язовирът, е Бистра. Той се намира между градовете Търговище и Лозница и в близост на селата Бистра и Съединение, откъдето идва и името му
- Има действащо читалище „Васил Левски“ с читалищен секретар Гинка Георгиева.

## Други
Бистра е едно от трите села в община Търговище с изградена водопроводна мрежа за промишлена вода. Така в селото са създадени изключително благоприятни условия за зеленчукопроизводство в дворовете на жителите му. Кметски наместник на с. Бистра е Аптула Аптулов
Селото разполага с действащо читалище – Народно читалище „Васил Левски – 1907“, основано през 1907 г.